# Chiesa di Santa Maria Maggiore (Bussolengo)
La chiesa di Santa Maria Maggiore è la parrocchiale di Bussolengo, in provincia e diocesi di Verona; fa parte del vicariato di Bussolengo.

## Storia
La chiesa dedicata a Santa Maria Maggiore è documentata a partire dal XIII secolo, quando era una semplice cappella soggetta alla più antica pieve di San Salvar, un edificio chiesastico posto ai margini dell'abitato di Bussolengo. La sede plebana venne trasferita però da San Salvar a Santa Maria Maggiore già nella prima metà del XIV secolo, trovandosi la nuova chiesa in posizione più centrale rispetto all'abitato.
Nel XVIII secolo l'edificio chiesastico venne profondamente rinnovato mentre il coro e la sagrestia vennero realizzate ex novo, tanto che il complesso nel 1717 appariva nelle forme attuali. Nel 1769 venne quindi realizzato il nuovo altare maggiore barocco e pochi anni più tardi, il 27 settembre 1774, il vescovo di Verona Giovanni Morosini consacrò la chiesa. Nel corso del XIX secolo venne completata la facciata, su progetto dell'architetto Angelo Gottardi, e la sopraelevazione del campanile. La chiesa venne tuttavia ampliata significativamente tra il 1975 e il 1976, quando fu costruito un nuovo corpo di fabbrica in stile contemporaneo con pareti in cemento a vista. Il nuovo corpo si inserisce ortogonalmente sul fianco settentrionale della chiesa, andando quindi a modificare completamente la configurazione planimetrica originaria: l'impianto da aula a navata unica è stato trasformato in un impianto a croce latina, divenendo la vecchia chiesa settecentesca il transetto del "nuovo" edificio.

## Descrizione
La chiesa è caratterizzata da una pianta a croce latina a tau, con un'aula a navata unica costruita nel Novecento in cemento a vista e un ampio transetto che invece corrisponde alla navata della chiesa settecentesca, che a ovest si conclude con l'antico presbiterio, rialzato di due gradini rispetto al resto della chiesa. In corrispondenza dell'intersezione tra transetto e piedicroce si trova invece il nuovo presbiterio, rialzato di tre gradini rispetto al resto dell'edificio chiesastico. Internamente la contrapposizione tra vecchio e nuovo fabbricato risulta evidente tanto quanto all'esterno: da un lato la chiesa settecentesca, coperta da una volta a botte in incannucciato intonacato, prospetti interni scanditi da lesene di ordine ionico su cui imposta la trabeazione, statue e decorazioni pittoriche; dall'altro la chiesa novecentesca, contraddistinta da copertura a due falde e setti lievemente curvilinei in cemento armato.
Il campanile, che si trova lungo il lato meridionale della chiesa originaria, è a pianta quadrata e muratura in mattoni di laterizio faccia a vista, con una cella campanaria con bifore su tutti e quattro i lati, decorata sulla parte terminale da una cornice ad archetti pensili e coronata da quattro pinnacoli.